# Titine

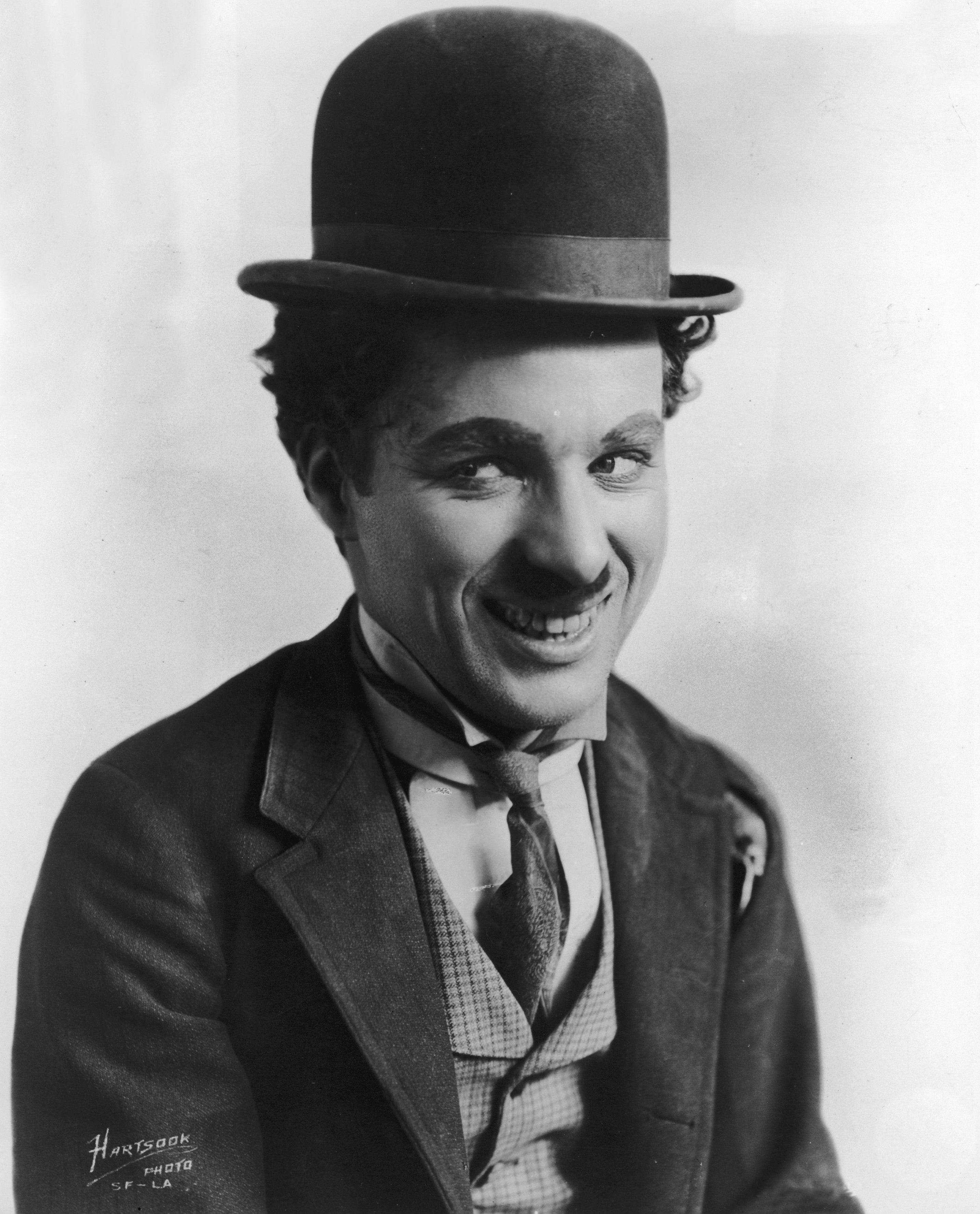
Charlie Chaplin

Titine (Je cherche après Titine, —traducido literalmente, «Estoy buscando a Titine»—, diminutivo femenino de algunos nombres como Martine y Clémentine) es una canción cómica de Léo Daniderff (Angers, Francia 1878 - Rosny-sous-Bois, 1943). Mistinguett y Maurice Chevalier, entre otros, la incluyeron en su repertorio, pero llegó a ser famosa internacionalmente con la versión de Charlie Chaplin al final de su película Tiempos Modernos. El personaje que Chaplin interpreta se ve obligado a cantar en un cabaret en el que también trabaja de camarero, pero no consigue acordarse de la letra y mezcla palabras sin sentido. Sin embargo, su actuación es muy bien acogida por el público.
Unos años más tarde, en 1939, la canción fue de nuevo adaptada para un espectáculo de cabaret en Polonia, Wąsik, ach ten wąsik («Oh, vaya un bigote»), realizado por Ludwik Sempoliński y que trató de "decidir" quién fue más divertido y quién aportó más al mundo, Chaplin o Hitler. Tras el estallido de la Segunda Guerra Mundial, la Gestapo intentó localizar infructuosamente tanto a Sempoliński como al letrista, que fue o bien Julian Tuwim o Marian Hemar.
Actualmente esta canción es comúnmente asociada con los mimos.

## Letra
| Se bella ciu satore Je notre so cafore Je notre si cavore Je la tu, la ti, la tua La spinash o la busho Cigaretto porta bello Ce rakish spagaletto Si la tu, la ti, la tua Senora Pilasina Voulez vous le taximeter Le zionta sous la sita Tu la tu, la tu, la wa | Se montya si la moora La sontya so gravora La zontya comme sora Je la poose a ti la tua Je notre so la mina Je notre so cosina Je le se tro savita Je la tuss a vi la tua Se motra so la sonta Chi vossa la travonta Les zosha si katonta Tra la la la, la la la… |